# ヴォロディームィル・オフルィーズコ
ヴォロディームィル・オフルィーズコ（ウクライナ語: Володимир Огризко、1956年4月1日 - ）は、ウクライナの外交官、政治家である。 2007年から外相を務めるが、最高議会による解任動議が可決され2009年3月に退任する。

## 経歴

### 外相時代
2007年、大統領提案により外相に就任。2008年3月24日 - 26日にかけて訪日し、第2回の日・ウクライナ協力委員会を開催。当時の高村正彦外相と会談後、共同声明を発表している。
親欧米派のヴィクトル・ユシチェンコ大統領に近い人物だった。黒海海域をめぐる隣国ルーマニアとの領有紛争では国際法廷で敗訴したとして批判を招いていた。親露派の地域党とウクライナ共産党から外相解任を求める動議が提出されると、これにユーリヤ・ティモシェンコ首相率いる「ティモシェンコ・ブロック」の一部が合流、2009年3月3日に解任が決議された。
ティモシェンコ首相はこの件に関して「このような危機的状況になかったら、彼はもっと早くに解任されていただろう」とコメント。一方のユシチェンコ大統領は、「タイミングも悪く、正当性の無い解任だ」とオフルィーズコ外相を擁護する姿勢を見せた。

## 参照
- （英語） ヴォロディームィル・オフルィーズコ // ウクライナ外務省公式サイト

| 公職                    | 公職                            | 公職                              |
| ----------------------- | ------------------------------- | --------------------------------- |
| 先代 ボリス・タラシュク | ウクライナ外相（臨時代理） 2007 | 次代 Arseniy Yatsenyuk            |
| 先代 Arseniy Yatsenyuk  | ウクライナ外相 2007-2009        | 次代 Volodymyr Khandohiy （代理） |